# نبرد سندایگاوا
نبرد سندایگاوا (انگلیسی: Battle of Sendaigawa) یک نبرد در مبارزات تویوتومی هیده‌یوشی برای به دست گرفتن کنترل کیوشو در طی لشکرکشی کیوشو در دوره سنگوکو بود.